# Anapoma polyrabda
Anapoma polyrabda là một loài bướm đêm trong họ Noctuidae.